# Dieter Lenzen

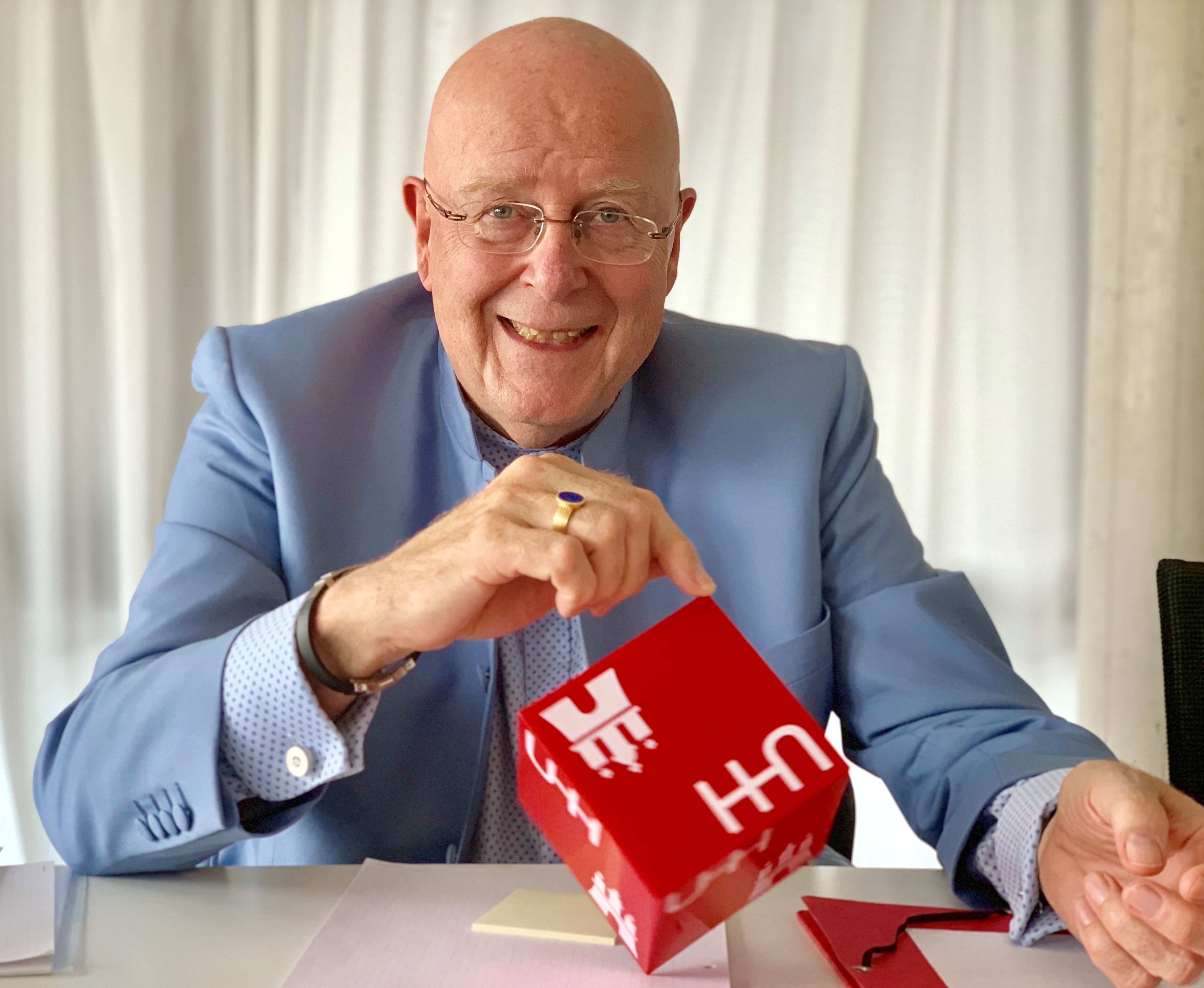
Dieter Lenzen (2019)

Dieter Lenzen (* 27. November 1947 in Münster in Westfalen) ist ein deutscher Erziehungswissenschaftler und Autor. Von 2003 bis 2010 war er Präsident der FU Berlin und vom 1. März 2010 bis 28. Februar 2022 Präsident der Universität Hamburg.

## Leben und Wirken
Lenzen studierte nach dem Abitur am Johann-Konrad-Schlaun-Gymnasium in Münster ab 1966 an der Westfälischen Wilhelms-Universität Münster die Fächer Erziehungswissenschaft, Philosophie sowie Deutsche, Englische und Niederländische Philologie. Sein Studium schloss er 1970 mit dem Magister ab, 1973 folgte die Promotion. Im Anschluss daran war er als wissenschaftlicher Mitarbeiter für das nordrhein-westfälische Kultusministerium tätig.
1975 wurde Lenzen in Münster Professor für Erziehungswissenschaft und war seinerzeit mit 28 Jahren jüngster Hochschullehrer in Deutschland. 1977 folgte er einem Ruf auf eine ordentliche Professur an die Freie Universität Berlin, Arbeitsbereich Philosophie der Erziehung. In den Jahren 1975 bis 1985 gab er die zwölfbändige Enzyklopädie Erziehungswissenschaft heraus. 1993 war er Gastprofessor an der Universität Tokio, und 1994 an den Universitäten von Hiroshima, Kyōto und Nagoya, ferner an den Universitäten Stanford und Columbia (USA). In den Jahren 1994 bis 1998 war er Vorsitzender der Deutschen Gesellschaft für Erziehungswissenschaft.
Von 1999 bis 2003 war Lenzen erster Vizepräsident und seit dem 15. Juni 2003 Präsident der Freien Universität Berlin. Am 21. Februar 2007 wurde er für eine zweite vierjährige Amtszeit gewählt, wobei er noch vor deren Ende an die Universität Hamburg wechselte, nachdem er am 20. November 2009 vom Hochschulrat sowie dem Akademischen Senat der Universität Hamburg zum dortigen Präsidenten gewählt wurde. Wenig später akzeptierte Lenzen die Wahl und trat das Amt zum 1. März 2010 an. Im Januar 2015 wurde Dieter Lenzen vorzeitig für eine zweite Amtszeit bis 2022 bestätigt. Die ZEIT bezeichnete Lenzen im ZEIT Chancen Brief als „Mr. Exzellenz“, nachdem er nach der FU Berlin (in 2007) auch die Universität Hamburg zum Exzellenzstatus führte. Mit Ende der zweiten Amtszeit ging er im Februar 2022 mit 74 Jahren in den Ruhestand, sein Nachfolger wurde Hauke Heekeren.
Lenzens Forschungsschwerpunkte und wissenschaftliche Publikationen umfassen die Bereiche Philosophie der Erziehung, Empirische Bildungsforschung, Erziehungswissenschaftliche Systemforschung, Historische Anthropologie der Erziehung, der Erziehungswissenschaftlichen Medienrezeptionsforschung und der Bildungspolitik. Neben seinen wissenschaftlichen Publikationen erschien im Frühjahr 2015 erstmals ein Band mit Erzählungen Lenzens. Seit 2014 realisiert er zudem verschiedene Fernsehformate zur Vermittlung von Wissenschaft, darunter Hamburgs Beste sowie seine Talkshow Wahnsinn trifft Methode, die er gemeinsam mit Julia-Niharika Sen moderiert. Seit 2020 sprechen Lenzen und Lars Haider, Chefredakteur des Hamburger Abendblatts, wöchentlich im Podcast „Wie jetzt? Der Dialog mit Dieter“ über aktuelle gesellschaftliche Themen. Seit 2024 hat Lenzen eine ständige Kolumne im Hamburger Abendblatt.
Lenzen war von 1973 bis 2015 verheiratet und ist Vater dreier Söhne.

## Positionen
Lenzen tritt für eine Revision und Liberalisierung des Bachelor-/Master-Systems, für achtsemestrige Bachelorstudiengänge und eine Öffnung der Hochschulen auch für Berufstätige ein. Er empfiehlt, auch im Rahmen der Gutachten des von ihm geleiteten Aktionsrates Bildung, eine Abschaffung der Akkreditierungspflicht für Studiengänge nach österreichischem Vorbild, eine Professionalisierung der Erzieher-Ausbildung, eine Binnendifferenzierung des Unterrichts in der Primar- und Sekundarstufe, die Beendigung des dreistufigen Schulsystems und einen Erhalt der dualen Berufsausbildung.
Lenzen empfiehlt die Prüfung einer Umwandlung der deutschen Schulpflicht in eine Bildungspflicht nach österreichischem Vorbild, insbesondere um Hausunterricht auch in Deutschland zu ermöglichen.
Seit 2013 setzt Lenzen sich für einen Erhalt des griechischen Hochschulsystems angesichts der durch die sogenannte Troika verhängten Sparmaßnahmen ein.
Im Juni 2015 lud Dieter Lenzen in gemeinsamer Gastgeberschaft mit der Hochschulrektorenkonferenz und der Hamburger Körber-Stiftung, Hochschulpräsidenten aus aller Welt erstmals zum Hamburg Transnational University Leaders Council (HTULC), um gemeinsam über die Zukunft der Universitäten im globalen Kontext zu diskutieren. Gemeinsam einigte man sich unter der Federführung von Lenzen am 12. Juni 2015 auf das „Hamburg Protocol“ als Basis weiterer Verständigungsprozesse. Das zweite HTULC-Treffen fand im Juni 2017 ebenfalls in Hamburg statt. Die Teilnehmer des Councils veröffentlichten im Ergebnis die Hamburger Erklärung »Hochschulbildung für das 21. Jahrhundert gestalten«. Im Jahr 2019 trafen sich 45 Hochschulleitungen aus 23 Ländern zum dritten Mal in Hamburg – erstmals unter dem neuen Namen der Konferenz „Global University Leaders Council“ (GUC) – und diskutierten über das Verhältnis von Hochschule und Gesellschaft. Als ein Ergebnis ihres Austauschs verabschiedeten die Teilnehmer die Erklärung »Rebuilding University – Society Relationships«. Darin erkennen sie die gesellschaftliche Verantwortung von Hochschulen an.

## Kontroversen und Kritik
Öffentlicher Kritik ausgesetzt war Lenzen nach seiner Interview-Äußerung, der Intelligenzquotient männlicher türkischer Migrantenkinder sei geringer als der der deutschen Kinder. Er bezog sich dabei auf eine Studie der Universität Hannover. Die Autoren der Hannoveraner Studie widersprachen dieser Auslegung der wissenschaftlichen Studie. Die Deutung der Studie wurde daraufhin von mehreren Medien aufgegriffen und auch unter Wissenschaftlern kontrovers diskutiert.
Während seiner Zeit als Präsident der Freien Universität Berlin kam es zur Kritik an einer angeblichen Einflussnahme auf eine Berufung. Seine auch wirtschaftsorientierte Hochschulpolitik wurde oftmals kritisch betrachtet. Deshalb verfolgten Studierende der Freien Universität Berlin das Ziel, ihm durch eine Urabstimmung den Rücktritt nahezulegen. Damit reagierten sie auch auf den Erfolg Lenzens im sogenannten Exzellenzwettbewerb, in dessen Rahmen es ihm gelungen war, die Freie Universität Berlin zum Exzellenzstatus zu führen.
In Hamburg gewann er den politischen Machtkampf um den Verbleib der Universität in Eimsbüttel. Scharfe Kritik übte er an geplanten Einsparungen des Hamburger Senats im Bildungssektor. Seine Kritiker bezeichnen ihn als kühlen und berechnenden Machtmenschen.
Als der Physiker Roland Wiesendanger (Universität Hamburg) im Februar 2021 ein Thesenpapier zum Institut für Virologie Wuhan als vermeintlichem Ursprung der COVID-19-Pandemie veröffentlichte, gab dieser an, dass die umstrittene Veröffentlichung nach unterstützender Rücksprache mit Dieter Lenzen erfolgt sei. Lenzen äußerte sich hierzu zunächst nicht. Am 2. März 2021 nahm er ausführlich in einer Videobotschaft Stellung. Darin machte Lenzen deutlich, auch unter Bezug auf eine Äußerung Einsteins zur gesellschaftlichen Verpflichtung von Wissenschaft, dass es besser sei, eine unsichere Hypothese zur Diskussion zu bringen als eine am Ende richtige verschwiegen zu haben.
Während seiner Leitung an der Universität Hamburg übte die Wirtschaft in Hamburg deutliche Kritik, dass Professuren und Studienplätze in der Informatik nicht ausgebaut, sondern sogar reduziert wurden. Der Vorwurf an Lenzen lautet, dass die Hochschulleitung trotz der dringenden Empfehlung des Wissenschaftsrates die Informatik in Hamburg zu stärken und auszubauen, keine „Priorisierungsentscheidung zugunsten der Informatik“ getroffen hat.
In einer Kolumne vom 9. Oktober 2024 im Hamburger Abendblatt kritisiert Lenzen den heutigen gesellschaftlichen Umgang von Eltern mit ihren Kindern, welcher übersensibel und verwöhnend sei, am Beispiel eines ausufernden Kindergeburtstags. In diesem Text spricht er von „Kinder[n] mit allerlei Sonderheiten, zum Beispiel der vor einigen Jahren erfundenen Glutenunverträglichkeit“. Die Deutsche Zöliakie-Gesellschaft kritisierte Lenzen für die Verharmlosung von Zöliakie, der Satz sei ein „Schlag ins Gesicht“ für Betroffene.

## Mitgliedschaften und Funktionen
- Mitglied der Jury des europäischen Sozialfonds (für die Republik Österreich)
- Gutachter des Research Council for Culture and Society der Academy of Finland
- Mitglied im Rundfunkrat der Deutschen Welle
- Mitglied der Schulstandortkommission Brandenburg (2004–2007)
- Mitglied im Rundfunkrat des Rundfunk Berlin Brandenburg (RBB) (2005–2006)
- Mitglied der High Level Expert Group on Science Education der Europäischen Kommission (2006–2007)
- Policy Fellow des Instituts zur Zukunft der Arbeit (IZA), Bonn (2005–2009)
- Mitglied des Beirats des Max-Planck-Instituts für Wissenschaftsgeschichte, Berlin (2005–2010)
- Mitglied des Kuratoriums des Bildungswerks der Wirtschaft in Berlin und Brandenburg (bis 2010)
- Mitglied des Kuratoriums des Wissenschaftszentrums Berlin (WZB) (bis 2010)
- Mitglied des Kuratoriums der Berliner URANIA (bis 2010)
- Mitglied im Stiftungsrat des Deutschen Herzzentrums Berlin (bis 2010)
- Mitglied im Kuratorium des Max-Delbrück-Zentrums (bis 2010)
- Mitglied der Europäischen Akademie der Wissenschaften und Künste (seit 2011)
- Vorsitzender des Aktionsrates Bildung (seit 2005)
- Vizepräsident für Internationale Angelegenheiten der Hochschulrektorenkonferenz (HRK) (2007–2016)
- Mitglied im Kuratorium von Aktion Deutschland Hilft[35]
- Sprecher der Mitgliedergruppe Universitäten der HRK (bis 2016)
- Mitglied im Vorstand der Karl-Heinz-Ditze-Stiftung (bis 2016).[36]
- Mitglied im Vorstand der Aby-Warburg-Stiftung (seit 2012)

## Auszeichnungen
- 2001: Freiheit und Verantwortung. Preis des Bundespräsidenten[37]
- Science Award der Japan Society for the Promotion of Science
- 2005: Bundesverdienstkreuz am Bande des Verdienstordens der Bundesrepublik Deutschland
- 2008: Hochschulmanager des Jahres 2008[38]
- 2011: Commandeur dans l’ordre des Palmes académiques (Frankreich)
- Ehrenmitglied der deutschen Gesellschaft für Erziehungswissenschaft[39]
- 2014: Ernennung zum Kenjin (Weiser) durch ASHINAGA – Educational and Emotional Support for Orphans Worldwide (Japanische Non-Profit-Organisation)[40]
- 2015: Orden der Aufgehenden Sonne mit goldenen und silbernen Strahlen (Japan)[41][42]
- 2018 Ehrendoktorwürde der „University of the Aegean“

## Schriften (Auswahl)

### Monographien (Auswahl)
- Studien zur strukturalen Didaktik und Curriculumforschung. Dissertation. Universität Münster, 1972.
- Didaktik und Kommunikation: zur strukturalen Begründung der Didaktik und zur didaktischen Struktur sprachlicher Interaktion. Athenäum-Fischer-Taschenbuch-Verlag, Frankfurt am Main 1973.
- Mythologie der Kindheit. Die Verewigung des Kindlichen in der Erwachsenenkultur. Versteckte Bilder und vergessene Geschichten. Rowohlt Taschenbuch Verlag, Reinbek 1985.
- Krankheit als Erfindung. Medizinische Eingriffe in die Kultur. Fischer Taschenbuch Verlag, Frankfurt am Main 1991.
- Vaterschaft. Vom Patriarchat zur Alimentation. Rowohlt Taschenbuch Verlag, Reinbek 1991.
- Handlung und Reflexion. Vom pädagogischen Theoriedefizit zur reflexiven Erziehungswissenschaft. Beltz, Weinheim / Basel 1996.
- Orientierung Erziehungswissenschaft. Was sie kann, was sie will. Rowohlt Taschenbuch Verlag, Reinbek 1999.
- Dazugelernt. Beiträge aus einem Jahrzehnt der Bildungsreform 2000–2010. Springer VS, Wiesbaden 2014.
- Bildung statt Bologna! Ullstein, Berlin 2014.
- Eine Hochschule der Welt: Plädoyer für ein Welthochschulsystem. Wiesbaden 2015.
- Geliebt. Erzählungen Hoffmann und Campe, Hamburg 2015.

### Als Herausgeber (Auswahl)
- Curriculumentwicklung für die Kollegschule, der obligatorische Lernbereich. Athenäum-Fischer-Taschenbuch-Verlag, Frankfurt am Main 1975.
- Pädagogik und Alltag. Methoden und Ergebnisse alltagsorientierter Forschung in der Erziehungswissenschaft. Klett-Cotta, Stuttgart 1980.
- Pädagogische Grundbegriffe. Rowohlt Taschenbuch Verlag, Reinbek 1989.
- Melancholie als Lebensform. Über den Umgang mit kulturellen Verlusten. Reimer, Berlin 1989.
- Kunst und Pädagogik. Erziehungswissenschaft auf dem Weg zur Ästhetik? Wiss. Buchgesellschaft, Darmstadt 1990.
- Verbotene Wünsche. Kulturelle Muster der Erhaltung von Lebensbereitschaft. Reimer, Berlin 1991.
- Pädagogik und Geschichte. Pädagogische Historiographie zwischen Wirklichkeit, Fiktion und Konstruktion. Dt. Studienverlag, Weinheim 1993.
- Verbindungen. Vorträge anlässlich der Ehrenpromotion von Klaus Mollenhauer an der FU Berlin am 15.1.1993. Dt. Studienverlag, Weinheim 1993.
- Erziehungswissenschaft. Ein Grundkurs. Rowohlt Taschenbuch Verlag, Reinbek 1994.
- Enzyklopädie Erziehungswissenschaft. Handbuch und Lexikon der Erziehung in 11 Bänden und einem Registerband. Klett, Stuttgart 1995.
- Bildung und Weiterbildung im Erziehungssystem. Lebenslauf und Humanontogenese als Medium und Form. Gem. mit Niklas Luhmann, Suhrkamp, Frankfurt am Main, 1997.
- Niklas Luhmann: Das Erziehungssystem der Gesellschaft. Suhrkamp, Frankfurt am Main 2002.
- Bildung neu denken! Das Zukunftsprojekt. Wiss. Koordination, Leske + Budrich, Opladen 2003.
- Bildung neu denken! Das Finanzkonzept. Wiss. Koordination, VS Verlag für Sozialwissenschaften, Wiesbaden 2004.
- Bildung neu denken! Das juristische Konzept. Wiss. Koordination, VS Verlag für Sozialwissenschaften, Wiesbaden 2005.
- Bildungsgerechtigkeit, Jahresgutachten des Aktionsrat Bildung 2007, Wiesbaden: VS Verlag für Sozialwissenschaften, 2007.
- Bildungsrisiken und -chancen im Globalisierungsprozess, Jahresgutachten des Aktionsrat Bildung 2008, Wiesbaden: VS Verlag für Sozialwissenschaften, 2009.
- Geschlechterdifferenzen im Bildungssystem, Jahresgutachten des Aktionsrat Bildung 2009, Wiesbaden: VS Verlag für Sozialwissenschaften, 2009.
- Bildungsautonomie: Zwischen Regulierung und Eigenverantwortung, Jahresgutachten des Aktionsrat Bildung 2010, Wiesbaden: VS Verlag für Sozialwissenschaften, 2010.
- Bildungsreform 2000–2010 – 2020, Jahresgutachten des Aktionsrat Bildung 2011, Wiesbaden: VS Verlag für Sozialwissenschaften, 2011.